# Нефёдов, Филипп Диомидович
Филипп Диомидович Нефёдов (6 (18) октября 1838, село Иваново, Шуйской уезд, Владимирская губерния, Российская империя — 12 (25) марта 1902, деревня Перебор, Владимирский уезд, Владимирская губерния, Российская империя) — российский революционер-народоволец, писатель, этнограф и журналист, лично знавший С. Г. Нечаева, а также поддерживавший конспиративную связь с С. Л. Перовской и А. И. Желябовым.
Наибольшую известность Нефёдов получил как автор первого исторического очерка о жизни национального героя башкир Салавата Юлаева («Движение среди башкир перед пугачевским бунтом. Салават, башкирский батыр»).

## Семья

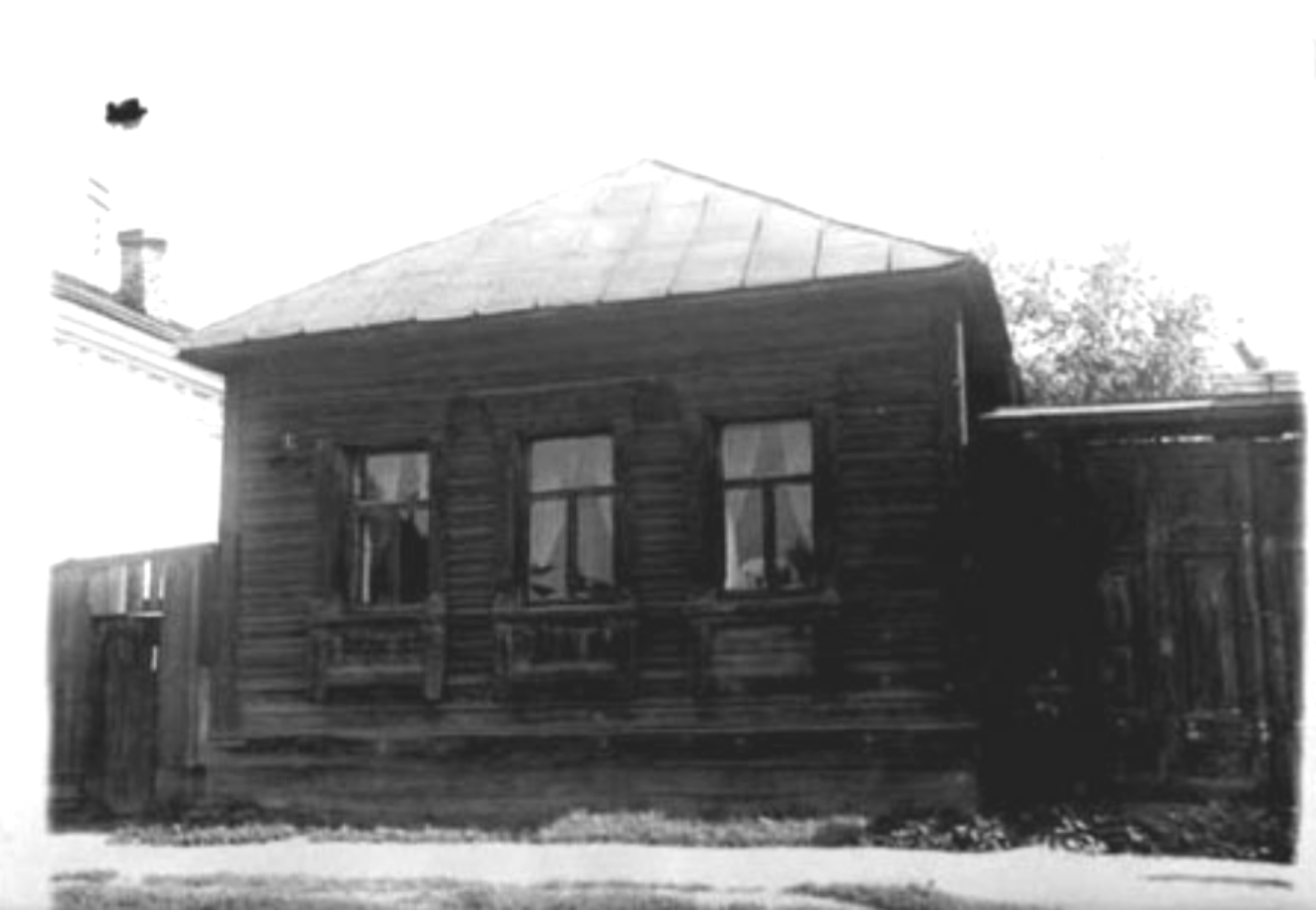
Дом, в котором Нефёдов родился и жил до 1862 года

Сын крепостного крестьянина графа Шереметева. Отец имел небольшую ваточную фабрику и занимался торговлей. Филипп ребёнком помогал в торговых делах отцу, много находился в разъездах. В 1862 году ушёл пешком из Иваново в Москву, получив у графа Шереметева «увольнительное свидетельство».

## Ближнее окружение
В 1859 году в Иванове вошёл в кружок молодёжи, объединявшейся вокруг народного писателя В. А. Дементьева. Тогда же подружился и сблизился с воспитанником В. А. Дементьева — С. Г. Нечаевым, будущим видным революционером-народником.

## Образование
Учился в приходском училище (1844—1849). С 1864 года по 1868 год — вольнослушатель юридического факультета Московского университета (выпускных экзаменов не сдавал).

## Первые публикации
Начало карьеры писателя и этнографа — в местной печати («Костромские губернские ведомости»: Костромская летопись. Вести из губернии // КГВ. 1858. 20 дек., № 50. С. 519—520 (о ярмарке в г. Галиче); Из путевых заметок по Нерехтскому уезду // КГВ. 1859. 7 февр., № 6 (ограбленный колдун наказывает вора тем, что тот начинает петь петухом).
C 1862 года бывший крепостной в Москве, записался в мещанское сословие. Начал печататься в московской печати: в сатирических журналах «Искра», «Будильник», «Развлечение». В середине 1860-х публиковался в газете И. С. Аксакова «День». Главная статья того времени — «Село Павлово» (День. 1865. 23 окт., № 38. С. 906—907; 11 нояб., № 43. С. 1022—1023. — Подп.: Ф-ов) — исторический очерк села Горбатовского уезда Нижегородской губернии, славившегося своей слесарной промышленностью. Нефёдов начал приобретать репутацию знатока фабричной действительности (с акцентом на отрицательное влияние фабрики на народную жизнь). Среди работ этногравфического характера крупными достижениями стали зарисовка «Дикие люди, вещи и фантазии на Московской этнографической выставке и пр.» (Развлечение. 1867. 23 июня, № 24. С. 383—384. — Подп.: Незаметный) и очерк «Фомин понедельник» (об обычаях промышленной области, условно названной Золотое Дно (Фомин понедельник (этнографический очерк Золотого Дна) // Развлечение. 1868. 4 мая, № 17. С. 265. — Подп.: Иван Вознесенский)).
С конца 1860-х — начала 1870-х годов Нефёдов стал публиковаться в «толстых» журналах. «Девичник. Очерк фабричных нравов» (Отечественные записки. СПб., 1868. № 9. С. 145-
182) изображает картины зимних посиделок в фабричном селе, ввергнутом в порок пьянства. В очерке «Святки в селе Данилове. Очерки русской фабричной жизни» (Вестник Европы. СПб., 1871. № 3. С. 57-
109) народные обычаи, соблюдаемые фабричной молодежью (обряды ряженья, народная драма «Лодка», разыгрываемую в святочный период, песни), проходят на фоне социальных проблем промышленного села.
Третий этап жизни Нефёдова связан с возвращением на родину, в Иваново, где жил в 1870—1871 гг. Здесь писатель учредил воскресную школу. Для газеты «Русские ведомости» написал цикл очерков о нечеловеческих условиях работы ивановских ткачей — «Наши фабрики и заводы» (Русские ведомости. М., 1872. 16 марта, № 59 — 19 марта, № 62; 9 апр., № 79; 11 апр., № 80; 13 апр, № 82; 20 апр., № 84; 21 апр., № 85. — Без подп.). Цикл не был завершен, так как по требованию Шуйского жандармского отделения печатание его было запрещено. В 1872 издал книгу рассказов о деревне «На миру», куда включил свои главные произведения.
В 1874 году Нефёдов был избран членом Общества любителей естествознания, антропологии и этнографии, куда представил рукопись «Об этнографическом исследовании Костромской губернии» (1874—1876) с материалами по мифологии, обрядам, праздникам, юридическим обычаям, народной медицине.
В 1876 году Нефёдов обследовал южное Приуралье (Оренбургский край — Башкирия), где занимался раскопками древних захоронений (Труды Антропологического отдела. М., 1878—1879. Кн.4. С. 90-93 (Изв. ОЛЕАиЭ; Т. 31)). В 1877 с этими же целями он ездил в Касимовский уезд (Там же. С. 56-61).
В 1877 опубликовал «Этнографические наблюдения на пути по Волге и её притокам» (Труды Этнографического отдела Общества любителей естествознания, антропологии и этнографии. М., 1877. Т. 4. С. 40-69 (Изв. имп. ОЛЕАиЭ; Т. 28)). Нефёдов зафиксировал «похороны Ярилы» — редкий обряд, приуроченный в Костроме к последнему воскресенью перед Петровским постом, тексты заговоров, песен, материалы по мифологическим представлениям и свадебному обряду.
Летом 1878 года Нефёдов работал в Поволжье и Приуральском крае, сочетая антропологические задачи с этнографическими. В частности, в Кинешме ему ещё раз удалось собрать материал об обряде «похороны Ярилы» (Изв. ОЛЕАиЭ; Т. С. 156—161). Открыл и исследовал Новотурбаслинские курганы, датирующийся VI—VIII веком н. э.
В 1875—1876 годах Нефёдов заведовал редакцией «Ремесленной газеты»; в 1879 — редактор газеты «Русский курьер» (обе — в Москве).
Спад карьеры начался после убийства Александра II, когда в марте 1881 был арестован, так как в бумагах С. Л. Перовской и А. И. Желябова нашли его имя. После несколько месяцев заключения выпущен под полицейский надзор; место в «Русском курьере» потерял. Только в 1884 он стал постоянным сотрудником другой газеты — «Русские ведомости».
В 1886 году Нефедов представил в ОЛЕАиЭ программу этнографических исследований, в которой предполагалось
сочетать археологическое изучение городищ и курганов с собиранием устных преданий о них; антропологическое обследование современных жителей он увязывал с экономическим положением населе
ния и т. д. В 1895 за переданную в ОЛЕАиЭ антропологическую коллекцию Нефёдов награждён премией вел. кн. Сергея Александровича.
В 1887 году Нефёдов был избран членом-корреспондентом Московского археологического общества. По поручению МАО в 1887 и 1888 производил раскопки в Оренбургской губ., Уральской и Тургайской обл. Им было обследовано свыше ста курганов, о чём сделал доклад в Оренбургском губернском статистическом комитете (Шукшинцев И. С. Филипп Диомидович Нефедов // Труды Оренбургской ученой архивной комиссии. Оренбург, 1903. Вып. 11. С. 109—113). В 1893—1894 по заданию МАО производил раскопки в Пермской, Уфимской и Казанской губ.; в 1895—1896 обследовал городища и курганы (542 объекта) в Костромской губ.
В 1890-е годы Нефёдов поселился в д. Перебор Владимирской губернии. Здесь он собрал коллекцию фольклорных материалов, часть которых была опубликована в неофициальной части «Владимирских губернских ведомостей». Две статьи содержат тексты причитаний из д. Добрыниной Ставровской вол. Владимирского у.: «Причитания Владимирского уезда» (ВГВ. 1897. 11 июля, № 28) и «Вои (голошения) или причитания Владимирского уезда» (ВГВ. 1897. 12 дек., № 50). После смерти этнографа Костромское научное общество по изучению местного края издало тексты рекрутских причитаний, записанных им в конце 1870-х в Поволжье. Они представляет интерес, так как отражают настроения времен Балканской русско-турецкой войны 1877—1878 гг. (Причитания, записанные Ф. Д. Нефедовым в Кологривском у. Костромской губ. в 70-х гг. // Второй этнографический сборник. Кострома, 1920. С. 11-20 (Труды Костром. науч. о-ва по изучению мест. края; Вып. 15).
В первой половине 1890-х в издательстве К. Т. Солдатёнкова выходят первые два тома: «Сочинения» М., 1894—1895, т. 1-2, В 1900 году тиражом по 4200 экз. в издательстве «С. Дороватовского и А. Чарушникова», СПб, вышли последующие два тома «Сочинений» — III и IV. Это же издательство в 1900 году издаёт его «Святочные рассказы. Сборник», вышедший вторым дополненым изданием, тираж — 5400 экз.
Умер в 1902 году. Похоронен в Москве на Ваганьковском кладбище (23 уч.).

## Память
В 1974 году 3-й Межевой переулок в городе Иваново был переименован в улицу Нефёдова.